# Kleinprüfening
Kleinprüfening ist ein Gemeindeteil von Sinzing im oberpfälzer Landkreis Regensburg.

## Geographie
Das Dorf liegt in Form eines Straßendorfes am linken, westlichen Donauufer.

## Geschichte
Namensgebend sind wohl das dem Dorf auf der rechten Donauseite gegenüber liegende ehemalige Kloster Prüfening (1109 bis 1803) mit der Ortschaft Großprüfening. Zwischen 1189 und 1803 hielt das Kloster das Überfuhrrecht über die Donau, welches bis 1485 zur Handelsroute Regensburg-Nürnberg gehörte.  Die Abgaben der Donaufergen waren eine der wichtigsten Einnahmequellen des Klosters.
Die durch das bayerische Gemeindeedikt 1818 begründete ehemalige Gemeinde Kleinprüfening mit einer Gemarkungsfläche von rund 467 Hektar, bestehend aus dem Dorf Kleinprüfening, dem Weiler mit Wallfahrtskirche Mariaort, dem Weiler mit Kirche Riegling und dem Weiler Waltenhofen wurde 1929 vom Bezirksamt Stadtamhof bei dessen Auflösung zum Bezirksamt Regensburg umgegliedert und 1946 vollständig nach Sinzing eingemeindet. Die Einwohnerzahl der Gemeinde bewegte sich zwischen 147 Einwohnern in 1840 und 241 im Jahr 1939.

### Einwohnerentwicklung
| Dorf                     | Gemeinde         |
| ------------------------ | ---------------- |
| 1840:                    | 0147 Einwohner   |
| 1861: 00083 Einwohner000 | 0163 Einwohner00 |
| 1867:                    | 0172 Einwohner   |
| 1871: 00126 Einwohner    | 0218 Einwohner   |
| 1875: 00116 Einwohner    | 0209 Einwohner   |
| 1885: 00117 Einwohner    | 0207 Einwohner   |
| 1900: 00117 Einwohner    | 0196 Einwohner   |
| 1925: 00136 Einwohner    | 0212 Einwohner   |
| 1939:                    | 0241 Einwohner   |
| 1950: 00135 Einwohner    |                  |
| 1961: 00220 Einwohner    |                  |
| 1970: 00203 Einwohner    |                  |
| 1987: 00193 Einwohner    |                  |